# Bandeirantes Rugby Club
O Bandeirantes Rugby Club ou simplesmente Bandeirantes ou Band Saracens é um clube de rugby de São Paulo, capital do Estado de São Paulo, Brasil, filiado à Confederação Brasileira de Rugby e a Federação Paulista de Rugby. Fundado no mês de março de 1983 é uma das mais tradicionais equipes do Rúgbi brasileiro, sendo um dos maiores campeões nacionais ainda em atividade.

## História
Em março de 1983, um grupo de jogadores oriundos de diversos colégios e faculdades de São Paulo decidiram montar um clube de rúgbi legitimamente brasileiro, que tivesse cultura e administração nacional. O objetivo maior da nova agremiação era o de jogar e mostrar ao mundo o rúgbi brasileiro.
O clube se originou de precursores que se iniciaram em 1977, ano em que jovens jogadores do Colégio São Luís em São Paulo se uniram a amigos que ingressavam na Faculdade Mauá para formar um time que jogou a Segunda Divisão do Campeonato Brasileiro, o qual acabaram vencendo.
Ao clube, que pretendia ser um time que simbolizasse o rúgbi brasileiro, deu-se o nome de Clube de Rugby Bandeirantes, em homenagem às figuras históricas dos bandeirantes paulistas, desbravadores do interior da América do Sul.

### Primeiros campeonatos
Logo no seu primeiro ano de disputas ganhou o Campeonato Brasileiro da 2ª Divisão de 1983, um grande e inédito feito que estimulou o clube a buscar novas conquistas e desafios que cercaram a sua história. Em 1984, disputou o acesso no Campeonato Paulista da Segunda Divisão e conquistou o título, subindo para a Primeira Divisão, e desde então sempre esteve na elite do rúgbi paulista.
De 1985 até 1998, tornou se um clube vitorioso e conquistou todos os títulos possíveis dentro do rúgbi brasileiro, vencendo varias edições do Campeonato Paulista, Campeonato Brasileiro, Copa do Brasil, Copa de Ouro, Torneio Inicio e Campeonatos de Sevens. Durante a década de 80, a agremiação cresceu em número de praticantes, adeptos e torcedores, tornando-se àquela altura um dos principais clubes de rúgbi do Brasil.

### Jogos internacionais
O clube realizou tours no exterior, contabilizando mais de 15 excursões por vários países do mundo, entre eles a Argentina e o Uruguai, países potencia do rúgbi das Américas, além dos Estados Unidos, Alemanha, Holanda, Canadá, entre outros.
Em 1992 representou o Brasil no Torneio de Sevens de Punta del Este, atendendo a um pedido urgente da antiga ABR (precursora da CBRu) para que fosse mantida a vaga para a Seleção Brasileira no torneio. O Bandeirantes de forma heroica e às suas expensas enfrentou o desafio, marcando definitivamente o nome do Brasil no renomado torneio.
Ainda em campos internacionais, em 1995 conquistou de forma invicta o Torneio Internacional Mercosul na Argentina, feito inédito e histórico do rugby brasileiro.

## Parcerias
Em dezembro de 2013 quando comemorava 30 anos de existência o clube anunciou parceria inédita na América do Sul com o Saracens de Londres, Inglaterra. O Saracens, ou Sarracenos, é um dos clubes de rúgbi mais tradicionais e vencedores da Inglaterra e da Europa, e vem firmando parcerias com clubes de países com potencial para revelar talentos no rúgbi através da Saracens Global Network, que estava até então presente em oito países. Com a parceira firmada, o Bandeirantes passou a ser o representante do Brasil na Aliança Global do Saracens, adotando o nome fantasia de São Paulo Saracens Bandeirantes, o que é também uma forma de divulgar o clube inglês no Brasil. A parceria, que se deu após meses de negociações, foi concebida como de muita importância para o rúgbi brasileiro e teria a duração de três anos a partir de 2013, porém permanece se renovando até os dias atuais graças ao interesse de ambos os clubes, que continuam a se beneficiar mutuamente. Ao longo destes anos o clube inglês tem oferecido suporte técnico e administrativo, além de dar ao Bandeirantes a possibilidade de receber atletas de outros países, bem como de seus jogadores fazerem testes nas instalações do clube inglês visando uma possível profissionalização (o rúgbi no Brasil ainda é classificado como amador).

## Cores
O clube adota oficialmente as cores preta e vermelha, em homenagem à bandeira do estado de São Paulo, que é composta, além dessas cores, pelo branco. Em seu uniforme utiliza como padrão principal o conjunto de camisas majoritariamente vermelhas combinadas com shorts pretos. Algumas vezes a camisa, na sua parte superior, apresenta listras pretas. Nos últimos anos, os uniformes têm suas cores e layouts alinhados com o Saracens, dentro dos termos da parceria. O escudo do clube possuía duas bandeiras, ao lado esquerdo a bandeira brasileira e ao direito a bandeira do estado de São Paulo, entre elas, na parte superior, havia uma bola de rugby e na inferior a inscrição do seu ano de fundação(1983). Esses inseridos em três camadas, uma interna branca, outra ao meio de cor vermelha e a externa em cor preta.
Após a parceria com o Saracens utilizou-se os elementos das duas bandeiras postas entrecruzadas e postas do lado direito do escudo, agora ovalado, e do lado esquerdo a parte gráfica do escudo do Saracens. Abaixo dos dois elementos a Inscrição "São Paulo Saracens Bandeirantes".

## Títulos

### Masculino
Campeão
- Campeonato Brasileiro de Rugby campeão 4 vezes (1988, 1995, 2001, 2009)
- Campeonato Paulista de Rugby campeão 5 vezes (1990, 1996, 1998, 2000, 2003)
- Campeonato Brasileiro de Rugby Série B campeão 2 vezes (1983, 2017)
- Campeonato Paulista de Rugby Série B campeão (1984)
- Torneio Início Paulista campeão 2 vezes (2000, 2004)
- Torneio Mercosul de Rugby campeão (1995)

Campanhas de Destaque
- Campeonato Brasileiro de Rugby vice-campeão 3 vezes (1996, 2002, 2003)
- Campeonato Paulista de Rugby vice-campeão 2 vezes (2005, 2008)

### Feminino
Campeãs
- Circuito Brasileiro de Rugby Sevens Feminino (Super Sevens) campeãs (2019)
- Campeonato Paulista de Rugby Feminino  campeãs 5 vezes (2011, 2013, 2018, 2019, 2021)

Campanhas de Destaque
- Circuito Brasileiro de Rugby Sevens Feminino (Super Sevens) vice-campeãs 2 vezes (2018, 2021)
- Circuito Brasileiro de Rugby Sevens Feminino (Super Sevens) 3º lugar (2013)
- Campeonato Brasileiro de Rugby Sevens 3º lugar 2 vezes (2008-09, 2009-10)
- Campeonato Paulista de Rugby Feminino vice-campeãs 6 vezes (2007, 2008, 2009, 2012, 2015, 2017)
- Campeonato Paulista de Rugby Feminino 3º lugar 3 vezes (2006, 2014, 2016)
- Torneio Floripa Rugby Sevens 3º lugar (2009)